# 트랜미어 로버스 FC
트랜미어 로버스 FC(Tranmere Rovers F.C.)는 위럴반도에 위치한 잉글랜드 머지사이드주의 도시인 버컨헤드를 본거지로 하는 축구 클럽 팀이다.

## 선수 명단

### 현역
참고: FIFA 자격 규정에 따라 소속된 국가대표팀 국기를 표시합니다. 선수는 복수의 FIFA 비회원국 국적을 가지고 있을 수 있습니다.
| 번호 | 포지션 | 국적       | 이름        |
| ---- | ------ | ---------- | ----------- |
| 8    | MF     | 스코틀랜드 | 레건 헨드리 |
| 13   | GK     | 아일랜드   | 조 머피     |

| 번호 | 포지션 | 국적     | 이름      |
| ---- | ------ | -------- | --------- |
| 22   | MF     | 아일랜드 | 리 오코너 |

## 역대 감독
| 감독          | 임기        |
| ------------- | ----------- |
| 존 앨드리지   | 1996 ~ 2001 |
| 존 반스       | 2009        |
| 나이젤 앳킨스 | 2023 ~      |